# 롤링스타즈
《롤링스타즈》(Rolling Stars)는 대한민국의 한컴과 리퀴드 브레인 스튜디오가 야구를 소재로 공동 제작한 애니메이션이다.

## 개요

### TV 애니메이션
글로벌 문화콘텐츠 시장을 겨냥하는 야심찬 작품으로 이미 문화콘텐츠진흥원에서 실시한 2007 애니메이션 우수파일럿 제작 지원 사업에서 채택되어 가능성을 검증 받았다. 2009년 4월 15일부터 2009년 10월 21일까지 KBS 2TV에서 방영하였다.

#### 방영 일시
| 방영 채널 | 방영 기간                          | 방영 시간                               |
| --------- | ---------------------------------- | --------------------------------------- |
| KBS 2TV   | 2009년 4월 15일                    | 수요일 오후 4시 30분 ~ 5시              |
| KBS 2TV   | 2009년 4월 22일 ~ 2009년 10월 21일 | 수요일 오후 4시 40분 ~ 5시 10분         |
| KBS 2TV   | 2010년 5월 27일 ~ 2010년 7월 1일   | 목요일 오후 3시 5분 ~ 3시 35분          |
| KBS 2TV   | 2010년 7월 8일 ~ 2010년 12월 2일   | 목요일 오후 4시 30분 ~ 5시              |
| KBS 2TV   | 2012년 4월 2일 ~ 2012년 4월 26일   | 월요일 ~ 목요일 오후 4시 5분 ~ 4시 30분 |
| KBS 2TV   | 2012년 4월 30일 ~ 2012년 5월 17일  | 월요일 ~ 목요일 오후 3시 35분 ~ 4시     |

### 극장 애니메이션
《지구대표 롤링스타즈》는 대한민국의 한컴과 캐릭터 플랜이 위 작품의 후속으로 공동 제작한 애니메이션으로, 2011년 3월 24일에 개봉하였다. 같은 해 5월 5일에는 어린이날을 맞이하여 KBS 1TV를 통해 방영되기도 하였다.

## 제작

### TV 애니메이션
- 제작 편수 : 22분 × 26화
- 제작 방식 : 고선명 2차원 · 3차원 그래픽
- 장르 : 스포츠 코믹 어드벤처
- 제작 : ㈜ 한컴, ㈜ 리퀴드 브레인 스튜디오

## 등장 인물

### 지구팀
- 럭키 (성우 : 김현심(TV), 류덕환(극장))

포지션 : 에이스 투수
빅과 마리의 쌍둥이 아들 중 형. 타고난 운동천재로 반항적이고 승부욕이 강하다. 하지만 짝사랑하는 수지 앞에서는 심장이 두근두근, 말까지 더듬는 순정파. 남몰래 앓고 있던 무대공포증 때문에 팀에 들어오지 못하다가, 수지에게 잘 보이기 위해 롤링스타즈 팀에 입단하게 된다.
- 톰 (성우 : 이소은(TV), 오연아(극장))

포지션 : 투수(구원 투수)
빅과 마리의 쌍둥이 아들 중 동생. 엄청난 노력파로 온순한 편이며, 예의가 바르다. 럭키와 달리 파워보다는 제구력 위주의 투수다.
- 빅 (성우 : 김기흥(TV), 류승룡(극장))

포지션 : 포수(주장)
쌍둥이들의 아버지이자, 롤링스타즈 팀 포수 겸 팀의 주장.과묵하며 카리스마가 넘치지만, 부인 마리 앞에서는 한없이 약한 남자다. 야구선수로 활약하던 20년 전, 바키 국왕의 약혼녀 마리와 결혼, 그 후로 바키와는 원수지간이 된다.남성적이며 우직한 성격으로 힘이 엄청 세다.
- 조이 (성우 : 신용우)

포지션 : 유격수
엄청난 먹보에 식신으로 먹을 걸 항상 입에 달고 다닌다. 먹는 거에 비해선 살이 안찌는 편으로 경기장에서는 민첩하고 빠른 유격수. 단순하고 낙천적인 성격이다.
- 잭 (성우 : 김정은(TV), 최원영, 최성욱(극장))

포지션 : 우익수
똑똑하고 박학다식하며 머리 회전이 빠르다. 말이 많고 은근히 참견이 많아 잘난 척 한다는 인상을 주기도 한다. 삼식이와는 눈만 마주치면 싸우는 앙숙. 고지식해 보이지만 은근히 귀여운 구석도 있다.
- 탱고 (성우 : 이인성(TV), 이병준(극장))

포지션 : 2루수
자신이 잘생겼다고 믿는 왕자병에 모든 여자가 자신을 좋아한다고 믿는 도끼병까지.느끼한 행동과 말투가 비위를 상하게 할 때도 있지만, 결코 미워할 순 없다. 화려하고 튀는 걸 좋아해 카메라 앞에 나서는 걸 좋아하며, 촌스러운 걸 죽도록 싫어하지만, 정작 자신은 촌스럽다. 항상 화려한 의상에 도끼 빗을 꽂고 다니며 갈기 빗질을 한다. 타고난 춤꾼으로 탭댄스를 기가 막히게 추며, 노래를 좋아하는 엘비스 총리와는 ‘형님동생’하는 사이. 떠벌이에 허풍쟁이로 여자를 좋아한다.
- 삼식이 (성우 : 현경수(TV, 극장))

포지션 : 좌익수
돈을 무지하게 좋아하며, 베이비와 오랜 친구사이로 항상 붙어 다닌다. 입에서 불을 뿜어내는 재주로 서커스 단원으로 활동하기도 했다. 호전적이고, 다혈질에 욱하는 성격으로 잭이랑 앙숙이다. 드래곤이다.
- 베이비 (성우 : 김현심(TV), 현경수(극장))

포지션 : 3루수
깨물어주고 싶을 만큼 귀여운 외모에 애기 같은 목소리의 소유자. 하지만 자신의 외모를 이용할 줄 아는 영악함도 있어더 귀여워 보이기 위해 항상 볼터치를 직접 그리고 다닌다. 욱하면 거친 남자의 본성이 튀어나와 주변을 경악케 하는 이중인격자로 킹이랑은 강타자 라이벌이며, 삼식이와는 오랜 친구사이로 항상 붙어 다닌다.
- 킹 (성우 : 홍범기)

포지션 : 1루수
험악한 외모와 달리 꽃과 식물을 사랑한다. 얼굴 주위로 해바라기 모양의 갈기를 가지고 있어 '해바라기'라고 부르기도. 마초적인 성격으로 힘이 세며, 베이비와는 4번 타자를 다투는 라이벌이다.
- 루팡 (성우 : 이호산)

포지션 : 대주자
전국을 떠들썩하게 했던 참치공장 탈취 사건의 주범. 100m를 단 2초 만에 주파하는 엄청난 발과 날렵한 몸놀림의 소유자. 특별 사면을 조건으로 롤링스타즈 팀에 합류하게 된다. 사사건건 시비걸기 좋아하며, 항상 문제를 일으키는 팀 내의 문제아.

### 지구팀 지도부
- 폴 감독 (성우 : 홍범기)
- 수지 (성우 : 이소은(TV), 심은경(극장))
- 마리 (성우 : 이소은)

### 화성팀
- 피토 (성우 : 이인성)

포지션 : 2루수
- 플루 (성우 : 김정은)

포지션 : 우익수
- 게스통 (성우 : 김기흥)

포지션 : 포수
- 칼투스 (성우 : 홍범기)

포지션 : 1루수
화성팀의 4번타자이자 에이스이다.
- 퍼밍 (성우 : 김정은)

포지션 : 유격수
- 오링 (성우 : 현경수)

포지션 : 3루수
- 랄크 (성우 : 김현심)

포지션 : 좌익수
- 부루타니 (성우 : 신용우)

포지션 : 투수
- 파이치 (성우 : 이인성)

포지션 : 중견수
- 부랑코 (성우 : 김정은)

포지션 : 투수

### 토성팀
- 푸메 (성우 : 현경수)

포지션 : 2루수
- 삐로 (성우 : 신용우)

포지션 : 우익수
- 투탕

포지션 : 유격수
- 찌야

포지션 : 1루수
- 키니

포지션 : 3루수
- 멜랑

포지션 : 중견수
- 까미

포지션 : 좌익수
- 꽈이로 (성우 : 김기흥)

포지션 : 투수
- 믹시 (성우 : 김정은)

포지션 : 포수
- 코루루 (성우 : 홍범기)

포지션 : 후보선수
시간을 멈추는 힘이 있다.
- 바나나 (성우 : 현경수)

포지션 : 감독

### 지구왕국
- 바키 (성우 : 현경수)
- 엘비스 (성우 : 김정은(TV), 임호(극장))
- 봉편자 (성우 : 김묘경(TV), 오연아(극장))

### 카레스 왕국
- 네로 (성우 : 이소은(TV), 김희정(극장))
- 라비올리 (성우 : 신용우)

### 그 외
- 야구 캐스터 (성우 : 안상태(극장))

## 방송 회차

### 2009년
| 회차   | 방송일    | 부제                   |
| ------ | --------- | ---------------------- |
| 1화    | 4월 15일  | 지구 침공              |
| 2화    | 4월 22일  | 돌아온 야구 전설       |
| 3화    | 4월 29일  | 전설들을 찾아서        |
| 4화    | 5월 6일   | 불안한 합숙소          |
| 5화    | 5월 13일  | 화성 에일리언스        |
| 6화    | 5월 20일  | 지옥훈련               |
| 7화    | 5월 27일  | 화성전                 |
| 8화    | 6월 3일   | 화성전                 |
| 9화    | 6월 10일  | 화성전                 |
| 10화   | 6월 17일  | 화성전                 |
| 11화   | 6월 24일  | 토성 치카오            |
| 12화   | 7월 1일   | 대도 루팡              |
| 13화   | 7월 8일   | 해적 드라키 단         |
| 14화   | 7월 15일  | 드라키 성 침투 작전    |
| 15화   | 7월 22일  | 함정                   |
| 16화   | 7월 29일  | 마도사 초코            |
| 17화   | 8월 5일   | 가자 우주 리그로       |
| 18화   | 8월 12일  | 네로의 음모            |
| 19화   | 8월 19일  | 반칙왕 마스크 팀       |
| 20화   | 8월 26일  | 각자의 이유            |
| 21화   | 9월 2일   | 진짜 야구              |
| 22화   | 9월 9일   | 원점                   |
| 23화   | 9월 16일  | 겁 없는 도전           |
| 24화   | 9월 23일  | 마운드의 영웅들        |
| 25화   | 9월 30일  | 데블스의 역습          |
| 최종화 | 10월 7일  | 롤링스타즈여 영원하라! |
| 특별편 | 10월 14일 | 롤링스타즈 포에버      |
| 특별편 | 10월 21일 | 롤링스타즈 포에버      |

## 줄거리

### TV 애니메이션
평화로워 보이는 지구에서 어느 날 갑작스런 우주최고 권력자 '네로 대마왕'에 의한 괴 생명체의 습격으로 지구는 순식간에 잿더미가 된다.
그 후 네로는 평화를 조건으로 야구시합을 제안하지만 지구국왕 바키가 이를 거절하자 격분해 전쟁이 일어나나, 대참패로 인해 지구는 네로의 손에 넘어가게 되고, 네로는 지구주권을 내건 솔깃한 내기를 제한한다. 그것은 바로 지구의 스페이스리그 우승.
하지만 지구는 야구금지법이 발효된 지 벌써 20년이 된지라, 야구팀조차 없어 우주야구리그에서 우승할 가능성은 거의 제로에 가까운 실정이었다. 궁지에 몰린 정부는 결국, 20년 전 야구전설들을 수소문해 행방파악에 나선다. 그들은 하나같이 삼류에 비루한 삶을 살고 있다. 갖은 우여곡절 끝에 탄생 된 지구야구대표팀, '롤링스타즈(Rolling Stars)!'. 지구를 구하기 위해 부활한 엽기코믹히어로들의 모험과 활약상이 펼쳐진다.

### 극장 애니메이션
야구가 사라져버린 2050년의 지구를 배경으로 야구의 '야'자도 몰랐던 평균 이하 말썽꾸러기들이 지구를 지키기 위해 우주최강팀인 데블스와 불꽃 튀는 승부를 펼친다.

## 주제가

### TV 애니메이션
- 작사/작곡: 양승혁

- 여는 노래: Jay - 〈Smile Again〉
- 닫는 노래: Jay - 〈Kiss〉

### 극장 애니메이션
- 포미닛 - 〈홈런〉

## 기타
- 이 작품의 녹음 장면이 KBS 1TV의 드라마 《다 함께 차차차》 1화와 3화에서 등장한 적이 있었다. 특히 3화에서는 녹음을 마친 뒤에 엔딩 주제가가 배경음악으로 나오기도 하였다.